# ヴィオラ・ダモーレ
ヴィオラ・ダモーレ（viola d'amore）は、バロック時代、特に17世紀の終わりから18世紀の前半に用いられた、6ないし7弦の演奏弦と同数の共鳴弦を持つ擦弦楽器である。

## 構造と音

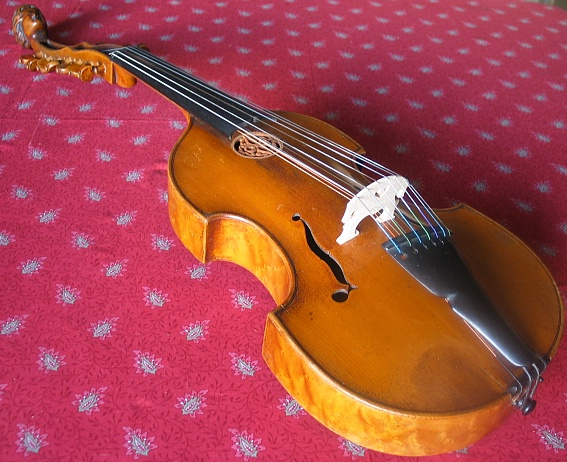
ヴィオラ・ダモーレ（1770年）

ヴィオラ・ダ・ガンバの類縁の楽器とされるが、ヴィオラ・ダ・ブラッチョやヴァイオリンと同じように肩の上に乗せて演奏する。ヴィオラ・ダモーレはヴァイオリンより演奏弦が多く、裏板は平面であり指板にフレットが存在しない。また、ヴァイオリンでいうf字孔の部分の形状が異なっている。
イタリア語で「愛のヴィオラ」を意味する名前のように甘美で温かい音色が生じるのは、演奏弦の下に金属製の共鳴弦があるためである。レオポルト・モーツァルトは、自著『Versuch einer gründlichen Violinschule』に「夜の静けさには、特に魅力的な音だ」と記している。
ヴィオラ奏者が演奏することが多い。
標準的な調弦は、低いほうから A - d - a - d' - f#' - a' - d''
ヴィオラ・ダモーレと同様に共鳴弦を持った楽器に、バリトン（baryton）がある。ノルウェーの民族楽器ハーディングフェーレ（ハルダンゲルヴァイオリン）は、ヴィオラ・ダモーレから派生したものだといわれている。

## 関連する作曲家
- ビーバー
- ヴィヴァルディ：「ヴィオラ・ダモーレとリュートのための協奏曲ニ短調、RV540」「6つのヴィオラ・ダモーレ協奏曲集、RV392 - 397」
- J・S・バッハ
- ルクレール
- テレマン
- C・シュターミッツ：3つの独奏協奏曲を残している。
- プッチーニ：「蝶々夫人」
- ヒンデミット：「ヴィオラ・ダモーレのための小ソナタ」、「室内音楽第6番」（ヴィオラ・ダモーレ協奏曲）
- プロコフィエフ：「ロメオとジュリエット」